# Frenštát pod Radhoštěm (nádraží)
Frenštát pod Radhoštěm je železniční stanice na východním okraji stejnojmenného města. Leží na jednokolejné trati Ostrava – Valašské Meziříčí.

## Historie

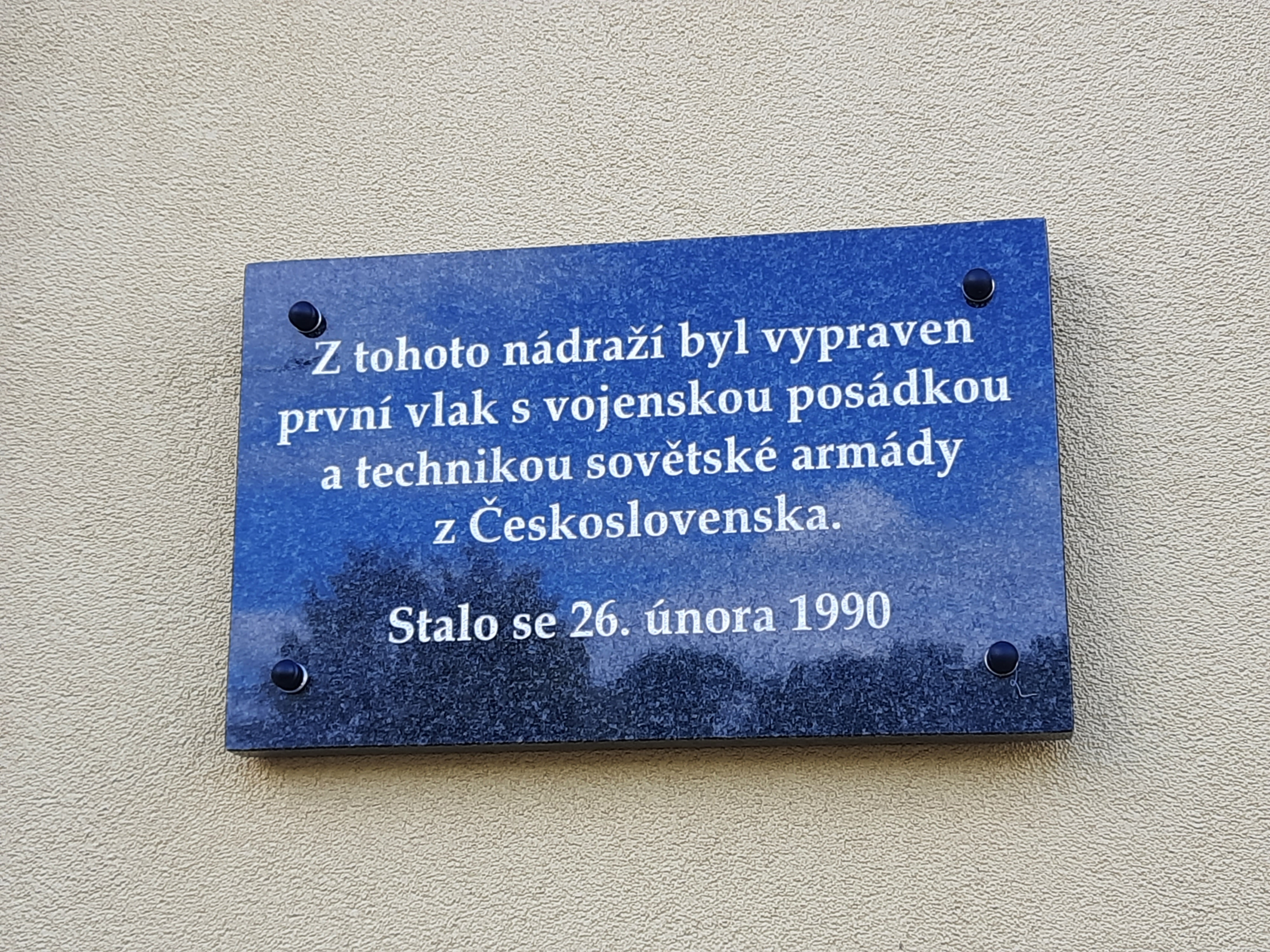
Pamětní deska prvního transportu sovětské armády z Československa

Stanice byla vybudována v roce 1888 jako součást spojky Valašského Meziříčí a Frýdlantu nad Ostravicí v rámci větve Severní dráhy císaře Ferdinanda (KFNB). 26. února 1990 byl ze stanice vypraven první transport sovětských vojáků v rámci odsunu sovětské armády z Československa.
V roce 2015 proběhla celková rekonstrukce úseku trati mezi Frenštátem a Frýdlantem nad Ostravicí, v roce 2020 měla být také dokončena rekonstrukce nádražní budovy.[zdroj?]
Na konci roku 2021 zde začaly jezdit moderní dvoupatrové push-pull jednotky Škoda 13Ev.[zdroj?]

### Budoucnost
Do roku 2031 by měla být také trať v úseku z Ostravy do Frenštátu pod Radhoštěm elektrizována soustavou 25 kV 50 Hz, maximální rychlost v úseku v úseku Frýdlant nad Ostravicí – Frenštát pod Radhoštěm by měla dosahovat až 120 km/h.

## Popis
Před staniční budovou se nachází autobusová stanice, odkud odjíždějí meziměstské autobusy do okolních obcí a měst. Mimoto zde stojí také malý bufet, dále také obchod s potravinami. Ve stanici se nachází pokladna, automaty s občerstvením, čekárna a WC.